# Floricienta y su banda
Floricienta y su banda es la banda sonora de la primera temporada de la telenovela juvenil e infantil argentina Floricienta, creada y producida por Cris Morena y transmitida por Canal 13. El álbum se lanzó oficialmente el 18 de mayo de 2004 bajo el sello de la empresa discográfica Sony Music. La mayoría de las letras de las canciones han sido escritas por María Cristina de Giácomi (Cris Morena).El álbum salió a la venta en Argentina, Uruguay e Israel ese mismo año; en Perú llegó a principios de 2005 y fue la nº1 en ventas en México, España y distintas partes del mundo a partir del año 2006.
Esta producción musical fue grabada en disco compacto y se vendió digitalmente como MP3. Debido al éxito comercial, en el 2005 Floricienta y su banda fue galardonado en los Premios Gardel en el rubro Mejor Álbum Infantil y fue nominado al Grammy Latino en la categoría de mejor álbum infantil. En Argentina se vendieron aproximadamente 160.000 unidades del disco y en cuatro ocasiones se convirtió en disco platino, logrando posicionarse como el tercer disco más vendido de Argentina en 2004 y el sexto en 2005
En 2012, por motivo del éxito de las repeticiones del programa en Telefe y Yups Channel, el álbum nuevamente fue publicado, junto a sus demás álbumes como "Floricienta 2", "Especial Navidad CDx2", entre otros.

## Lista de canciones

### Floricienta y su banda
| #   | Nombre                     | Escritor(es)                                                       | Intérpretes                           |
| --- | -------------------------- | ------------------------------------------------------------------ | ------------------------------------- |
| 1.  | Pobres los ricos           | Cris Morena, Carlos Nilson                                         | Florencia Bertotti                    |
| 2.  | Chaval Chulito             | Cris Morena, Carlos Nilson                                         | Florencia Bertotti                    |
| 3.  | Ven a Mi                   | Cris Morena, Carlos Nilson, Marcelo Wengrosvski                    | Florencia Bertotti y Benjamín Rojas   |
| 4.  | Tic-Tac                    | Guillermo Lorenzo, María Florencia Ciarlo                          | Florencia Bertotti                    |
| 5.  | Los Niños No Mueren        | Cris Morena, Carlos Nilson                                         | Florencia Bertotti                    |
| 6.  | Y Así Será                 | Cris Morena, Carlos Nilson                                         | Florencia Bertotti y Juan Gil Navarro |
| 7.  | Floricienta (1, 2, 3)      | Cris Morena, Carlos Nilson, Marcelo Wengrosvski, Guillermo Lorenzo | Florencia Bertotti                    |
| 8.  | Quereme Solo a Mi          | Cris Morena, Carlos Nilson                                         | Florencia Bertotti y Isabel Macedo    |
| 9.  | Mi Vestido Azul            | Cris Morena, Carlos Nilson                                         | Florencia Bertotti                    |
| 10. | Kikiriki                   | Cris Morena, Carlos Nilson                                         | Florencia Bertotti y Diego Child      |
| 11. | Y La Vida                  | Cris Morena, Carlos Nilson                                         | Florencia Bertotti y Juan Gil Navarro |
| 12. | Por Qué                    | Cris Morena, Carlos Nilson                                         | Florencia Bertotti                    |
| 13. | Ven a Mi (Acústico)        | Cris Morena, Carlos Nilson, Marcelo Wengrosvski                    | Florencia Bertotti                    |
| 14. | Mi Vestido Azul (Acústico) | Cris Morena, Carlos Nilson                                         | Florencia Bertotti                    |
| 15. | Por Que (Acústico)         | Cris Morena, Carlos Nilson                                         | Florencia Bertotti                    |

## Integrantes
- Florencia Bertotti
- Diego Child
- Micaela Vázquez
- Mariana Seligmann
- Diego Mesaglio
- Nicolás Maiques
- Paola Sallustro
- Benjamín Rojas

## Sencillos
- Chaval Chulito
- Pobres los ricos
- Floricienta (1, 2, 3)
- Tic Tac
- Por Qué
- Los niños no mueren
- Ven a mí

## Relanzamiento
En 2012, debido al inesperado éxito de las repeticiones en Telefe y la gran demanda por parte del público y como respuesta a los altos números de audiencia, Sony Music Argentina reedito y relanzo el álbum de la primera temporada, lanzado en mayo de 2012. Esta edición incluye las 12 canciones de la temporada y las versiones acústicas de «Ven a mi», «Mi vestido azul» y «Por que».

## Certificaciones
| País      | Organismo certificador | Certificación | Ventas   |
| --------- | ---------------------- | ------------- | -------- |
| Argentina | CAPIF                  | Platino       | +160.000 |

## Premios y nominaciones
| Año  | Premio                 | Categoría                               | Resultado | Ref.   |
| ---- | ---------------------- | --------------------------------------- | --------- | ------ |
| 2005 | Premios Grammy Latinos | Mejor Álbum de Música Latina para Niños | Nominado  | [ 10 ] |
| 2005 | Premios Carlos Gardel  | Álbum Infantil del Año                  | Ganador   | [ 11 ] |

## Posicionamiento en listas

### Listas semanales
| Lista (2004)      | Mejor posición |
| ----------------- | -------------- |
| Argentina (CAPIF) | 1              |
| Venezuela (APFV)  | 10             |

### Listas anuales
| Lista (2004)      | Mejor posición |
| ----------------- | -------------- |
| Argentina (CAPIF) | 3              |